# Волков, Дмитрий Васильевич (физик)
Дми́трий Васи́льевич Во́лков (3 июля 1925, Ленинград — 5 января 1996, Харьков) — советский и украинский учёный, физик-теоретик (специализация — физика элементарных частиц и квантовая теория поля), доктор физико-математических наук (1968), академик (1988; член-корреспондент с 1976) Академии наук УССР; Заслуженный деятель науки и техники Украинской ССР (1982).
В честь Дмитрия Волкова Президиумом НАН Украины была создана Премия имени Д. В. Волкова.

## Биография
Дмитрий Васильевич Волков родился 3 июля 1925 года в семье рабочего-слесаря — Василия Николаевича Волкова и учительницы дошкольного воспитания — Ольги Ивановны Козаковой в городе Ленинграде, ныне Санкт-Петербург.
Он стал вторым сыном в семье.
После начала Великой Отечественной войны старший брат Дмитрия — Лев был зачислен курсантом в одно из воинских подразделений, был тяжело ранен и в декабре 1941 года умер от ран.
Отец Дмитрия, вступивший в 1941 году в народное ополчение, в феврале 1942 года пропал без вести.
В первые месяцы войны окончивший восьмой класс шестнадцатилетний Митя принимал участие в оборонительных работах, рыл окопы.
В августе вместе с матерью эвакуировался вначале в Ярославскую область, затем в Курганскую.
Там юноша работал в колхозе, а позже на военном заводе.
В 1943 году уже сам Дмитрий был призван Курганским РВК в Рабоче-крестьянскую Красную Армию.
Участвовал в боях как связист, радист, артиллерийский разведчик на Карельском, а в 1945 году — 1-м Дальневосточном фронтах.
С сентября 1943 года по май 1944 года служил в миномётном полку, а с мая по декабрь 1944 года — в запасном артиллерийском.
Во время советско-японской войны член ВЛКСМ младший сержант Д. В. Волков служил разведчиком взвода управления 1-го дивизиона 621-го миномётного краснознамённого полка.
Был контужен и после окончания войны с Японией демобилизован по состоянию здоровья. Вернулся в Ленинград.
Позже Волков так вспоминал об одном эпизоде своей военной биографии:

После того как я побывал на Карельском фронте радистом, меня направили в запасной полк. Я был направлен туда курсантом для того, чтобы пополнить свои профессиональные знания радиста. Но профессия радиста мне не особенно нравилась, прежде всего потому, что для неё требуется хороший слух, — а слух у меня всегда был плохой. Кроме того, приходилось носить тяжёлую рацию, что мне мало нравилось. Одновременно здесь же были курсы артиллерийских разведчиков. Я стал к ним присматриваться. Увидел, что они ведут некоторые математические расчёты. И я написал служебную записку командиру полка с просьбой перевести меня из радистов в группу артиллерийских разведчиков. Там была простая математика, я сравнительно быстро её освоил, и когда были выпускные экзамены, то перекрыл все установленные нормы и был первым. У меня спрашивали, как это я все делаю, как произвожу расчёты. Оказалось, просто. Я несколько изменил программу вычислений, и все расположил так, чтобы не было ничего лишнего. Это позволило сократить время. После этого меня просили объяснить офицерам этого полка, уже не раз побывавшим в боях, последовательность моих вычислений.

В 1947 году Дмитрий окончил подготовительные курсы, организованные для бывших фронтовиков, сдал экстерном экзамены за курс средней школы и поступил на физический факультет Ленинградского государственного университета.
Он так объясняет выбор специальности:

Война воспитала в нас заботу о родине. Мы понимали, что война — наша общая беда, и наша общая цель — победа в этой войне. Эту же идеологию мы перенесли и в гражданскую жизнь. Во время выбора специальности встал вопрос — чем мы можем быть полезными государству…

Во время каникул выезжал на заработки с геологическими партиями по поиску урана.
В 1951 году, приказом Министерства высшего образования, Волков, окончивший четвёртый курс, в числе лучших студентов был направлен во вновь организованное ядерное отделение физико-математического факультета Харьковского государственного университета.
В той же группе в Харьков прибыли В. Ф. Алексин, Е. В. Инопин, Л. И. Коровин, К. Н. Степанов и Пётр Фомин, которые со временем стали известными учёными и внесли значительный вклад в отечественную и мировую науку.
В 1952 году с отличием окончил Харьковский университет, после чего поступил в аспирантуру, которую окончил в 1956 году.
Его научным руководителем был академик НАН Украины Александр Ахиезер.
С 1956 года до конца жизни работал в Харьковском физико-техническом институте (сейчас — Национальный научный центр — ННЦ ХФТИ), где за почти 40 лет прошёл путь от младшего научного сотрудника до академика.
В 1958 году защитил кандидатскую диссертацию «Применения оператора массы в скалярной квантовой электродинамике».
В 1960 году в составе советской делегации принял участие в конгрессе по физике элементарных частиц в США. Обмениваясь в аэропорту с американскими коллегами новостями науки, глава делегации М. А. Марков спросил: «Что у вас нового?» Известный теоретик, лауреат Нобелевской премии Чжэндао Ли ответил: «Это у вас новости!» — и попросил познакомить его с автором парастатистики Дмитрием Волковым.
С 1963 года член КПСС.
С 1967 года — руководитель лаборатории Харьковского физико-технического института.
В 1968 году Дмитрию Васильевичу была присуждена учёная степень доктора физико-математических наук, докторская диссертация «Некоторые вопросы теории элементарных частиц».
В 1976 году Дмитрий Волков был избран членом-корреспондентом АН УССР.
В 1977 году ему присвоили звание профессора.
В 1988 году Дмитрий Васильевич Волков был избран действительным членом Академии наук Украины.
Дмитрий Васильевич Волков умер 5 января 1996 года в городе Харькове Харьковской области Украины.

## Научная деятельность
Научные интересы Дмитрия Волкова распространялись на области физики элементарных частиц и квантовую теорию поля.
В 1959 году предложил новую схему квантовых полей — парастатистику или статистику Грина—Волкова, обобщавшую статистики Бозе—Эйнштейна и Ферми—Дирака.
Вскоре парастатистика сыграла важную роль в развитии гипотезы о кварковой структуре адронов.
В 1962 году, проводя исследования по изучению режимов проведения полюсов в релятивистской области в рамках зарождающейся теории полюсов Редже, Дмитрий Волков, вместе с Владимиром Грибовым, открыл явление «заговора полюсов» Редже.
В 1965 году Дмитрий Волков вводит новое понятие коллинеарных подгрупп симметрии и становится создателем нового направления, позволившего эффективно изучать процессы рассеяния частиц на основе теории представлений групп высших симметрий.
В середине 1960-х годов Волков участвует в развитии нового направления — алгебры токов и спонтаннонарушенных симметрий, выполняя цикл работ по исследованию взаимодействий частиц в системах с вырожденным вакуумом.
В 1972 году, дав утвердительный ответ на вопрос о том, могут ли голдстоуновские частицы быть фермионами, Дмитрий Волков, независимо от остальных (Юрия Гольфанда и Евгения Лихтмана 1971 года), ввёл понятие суперсимметрии и построил теорию суперсимметрии, а в 1973 году — супергравитации.
Дмитрий Волков — автор более 150 публикаций по теоретической физике.
Под его руководством защищено 15 кандидатских и докторских диссертаций.
Волков входил в редколлегии журнала «Ядерная физика» (Москва) и сборника «Проблемы ядерной физики и космических лучей» (Харьков).
Учёный свыше тридцати лет возглавлял библиотечный совет ХФТИ.

## Научные труды
- Волков Д.В. Феноменологический лагражиан взаимодействия голдстоуновских частиц. — Киев, 1969. — 51 с. — 750 экз.[10]
- Волков Д.В. Кварки как следствие дуальности. — Дубна: ОИЯИ, 1975. — 50 с. — 600 экз.[11]
- Волков Д.В., Акулов В.П. Голдстоуновские поля со спином половина. — Киев, 1973. — 20 с. — 300 экз.[12]
- Волков Д.В., Желтухин А.А., Пашнев А.И. О вакуумном состоянии в дуальных моделях. — Киев: ИТФ, 1973. — 20 с. — 300 экз.[13]
- Волков Д.В., Желтухин А.А., Пашнев А.И. Спонтанные вакуумные переходы в модели венициано с произвольным интерсептом траектории. — Харьков, 1975. — 36 с. — 500 экз.[14]
- Волков Д.В., Сорокин Д.П., Ткач В.И. О твисторном представлении преобразований Зигеля для суперчастиц. — М.: ЦНИИ информ. и техн.-экон. исслед. по атом. науке и технике, 1988. — 11 с. — 298 экз.[15]

## Награды и премии
Дмитрий Васильевич Волков награждён орденами и медалями СССР, в том числе:
- Заслуженный деятель науки и техники Украинской ССР, 1982 год
- Орден Отечественной войны II степени, 6 апреля 1985 года[16]
- Орден Трудового Красного Знамени
- Медаль «За боевые заслуги», 3 сентября 1945 года[17]
- Медаль «За трудовое отличие»
- Медаль «За победу над Германией в Великой Отечественной войне 1941—1945 гг.»
- Медаль «За победу над Японией»
- Медаль «Ветеран труда»

За отличные боевые действия в боях с японцами на Дальнем Востоке приказом Верховного Главнокомандующего Генералиссимуса товарища Сталина от 23 августа 1945 года № 372 объявлена благодарность.
За большой вклад в развитие науки Дмитрию Васильевичу Волкову была посмертно присуждена Международная премия им. Вальтера Тиринга.

## Память
- На доме, где он жил с 1960 по 1996 год , город Харьков, посёлок Пятихатки, проспект Курчатова, 11, в 1998 году установлена мемориальная доска с барельефом ученого.
- В июле 2000 года на базе ННЦ ХФТИ прошла международная научная конференция, посвящённая памяти Д. В. Волкова[7].

## Семья
Жена — С. И. Хацкевич (с 1954 года).
Дочь — Ольга (род. 1957), окончила механико-математический факультет ХГУ в 1980 году, сотрудник ННЦ ХФТИ.